# إيمان كامل
إيمان كامل (1960 - ) ممثلة أردنية ولدت في مدينة حلب في سوريا. بدأت مسيرتها الفنية في نهاية السبعينيات من خلال الدراما التلفزيونية حيث شاركت بمسلسل (وين الغلط) عام 1979، لتتوالى بعدها أعمالها والتي من أبرزها (نصف القمر، تجارب عائلية، الدفينة). وهي عضو نقابة (رابطة) الفنانين الأردنيين

## الأعمال
- البناء 22
- مسلسل "سوق الألغاز"
- مسلسل "الشمس بعد الغيوم"
- مسلسل "كيف وأخواتها"
- مسلسل "مرج النوار"
- مسلسل "أبناء الضياع"
- مسلسل "محاكم بلا سجون"
- مسلسل "شهناز في بلاد الألغاز"
- مسلسل المنسية
- مسلسل "تجارب عائلية"
- في ظلال المدينة
- غيوم بيضاء
- مسلسل دروب الحنة